# Société d'études diverses de Louviers et sa région
La Société d’études diverses de Louviers et sa région est une société savante fondée en 1893 à Louviers.

## Historique
| Portrait                                                            | Identité                          | Période      | Période           | Durée                     |
| Portrait                                                            | Identité                          | Début        | Fin               | Durée                     |
| ------------------------------------------------------------------- | --------------------------------- | ------------ | ----------------- | ------------------------- |
| Pas de portrait sous licence libre disponible pour Edmond Angérard. | Edmond Angérard (d) (1846 - 1913) | 11 juin 1893 | 15 septembre 1913 | 20 ans, 3 mois et 4 jours |
| Léon Coutil                                                         | Léon Coutil (1856 - 1943)         | 1913         | 1932              | 19 ans                    |
| René Delamare                                                       | René Delamare (d) (1880 - 1948)   | 1932         |                   |                           |

Alexandre Duval, Paul de Saint-Martin et Raoul Verlet furent membres de la Société.